# 부산기계공업고등학교
부산기계공업고등학교(釜山機械工業高等學校)는 대한민국 부산광역시 해운대구 우동에 있는 국립 고등학교이다.

## 학교 연혁
- 1967년 1월 9일 : 부산 한독 직업학교 설립인가 (학년당 5학급, 150명)
- 1967년 3월 11일 : 부산 수산대학 임시 가교사에서 개교
- 1967년 5월 15일 : 초대 전천수 교장 취임
- 1968년 2월 2일 : 임시교사에서 해운대 본교사로 이전
- 1968년 7월 16일 : 선반 1실습장 신축 (2,102.50m2)
- 1970년 8월 31일 : 이론교실 신축(12개 교실)
- 1974년 3월 1일 : 부산기계공업학교로 교명 변경
- 1975년 6월 5일 : 본관 신축
- 1977년 9월 1일 : 국립부산기계공업고등학교로 교명 변경
- 1982년 8월 30일 : 1학년관 신축 (15개 교실)
- 2001년 12월 21일 : 학생복지회관 준공
- 2009년 2월 17일 : 마이스터고 지정
- 2009년 5월 1일 : 자율학교 지정
- 2011년 5월 11일 : 학칙변경(학과 및 학급수 조정) 정밀기계과 3학급, 금형설계과 3학급, 조선기계과 3학급, 로봇테크과 6학급
- 2021년 1월 13일 : 제52회 졸업식 (300명, 전체졸업생 30,215명)
- 2024년 1월 9일 : 제55회 졸업식(252명 졸업)
- 2024년 3월 4일 : 제58회 입학식(242명 입학)
- 2024년 9월 13일 : 최원준 제14대 교장 취임

## 설치 학과
- 공통과정(전문계)
- 기계과
- 전기과
- 전자기계과
- 산업설비과

## 참고 자료
- 부산기계공업고등학교 - 한국교육학술정보원 학교알리미